# ون (آرکانزاس)
ون، آرکانزاس (به انگلیسی: Van, Arkansas) یک منطقهٔ مسکونی در ایالات متحده آمریکا است که در شهرستان آرکانزاس، آرکانزاس واقع شده‌است.

## خصوصیات
ون ۵۴٫۸۶ متر بالاتر از سطح دریا واقع شده‌است.